# کوشتانکا
کوشتانکا (انگلیسی: Kushtanka) یک رودخانه در سرزمین پرم کشور روسیه است.